# اولاوی اوئوسیویرتا
اولاوی اوئوسیویرتا (فنلاندی: Olavi Uusivirta؛ زادهٔ ۲۸ ژوئیهٔ ۱۹۸۳) بازیگر، خواننده و ترانه‌سرا اهل فنلاند است.
از فیلم‌هایی که وی در آن‌ها نقش داشته‌است، می‌توان به با من حرف بزن اشاره نمود.